# Kyle Secor
Kyle Ivan Secor (nacido el 31 de mayo de 1957) es un actor de cine y televisión estadounidense. Es conocido por interpretar al detective Tim Bayliss en la serie de drama criminal Homicide: Life on the Street (1993-1999).

## Primeros años
Secor nació en Tacoma, Washington como el niño más joven de una familia de tres niños. Creció en las cercanías de Federal Way y se graduó de Federal Way High School en 1975. Su padre trabajaba en ventas. Cuando era niño, quería ser un jugador de baloncesto profesional, y con 6'4" tenía la altura y la constitución, pero sus sueños de convertirse en profesional se vieron obstaculizados porque sufría miopía extrema, por lo que se vio obligado a buscar en otra parte una carrera.

## Carrera
Después de asistir a un colegio comunitario, Secor se mudó a Los Ángeles. Allí, actuó en obras como And a Nightingale Sang en el Santa Monica Playhouse (1986), Look Homeward, Angel (1986) y In the Jungle of Cities (1987) en el Pasadena Playhouse.
El primer papel importante de Secor en televisión fue el personaje de Brian Bradford en la telenovela Santa Bárbara, al que pronto siguió una temporada en el drama hospitalario St. Elsewhere, en el que interpretó a Brett Johnston, un paciente moribundo de SIDA.
Después de trabajar en varias películas, incluidas Heart of Dixie (1989), City Slickers (1991), Sleeping with the Enemy (1991), Delusion (1991) y Corazón indomable (1993), Secor fue elegido como Tim Bayliss en el piloto de Homicide: Life on the Street en 1993, papel que desempeñaría durante toda la serie. Durante la mayor parte de este tiempo, Secor estuvo emparejado en la pantalla con el actor Andre Braugher, quien interpretó a su compañero Frank Pembleton. Aunque el programa fue un trabajo en conjunto, el personaje de Secor se colocó en un papel particularmente fundamental, ya que la serie comenzó su primer episodio en su primer día de trabajo en la unidad de homicidios de Baltimore y terminó con su renuncia en el final de la serie. El personaje de Bayliss estuvo en conflicto durante gran parte del programa, obsesionado con el asesinato de un niño de Baltimore que él y Pembleton no pudieron resolver. El personaje también tuvo problemas relacionados con la protesta social, el abuso sexual pasado por parte de un tío y preguntas sobre su propia sexualidad.
Después de una exitosa carrera de siete años en Homicide, Secor pasó a un papel de corta duración en Party of Five e hizo dos largometrajes, Endsville y Beat. Regresó a la pantalla chica como médico en la producción de CBS, City Of Angels, durante nueve semanas durante el otoño de 2000. Apareció en la película para televisión Bailey's Mistake, que se emitió en ABC el 18 de marzo de 2001. Apareció en el episodio piloto de Crossing Jordan en el otoño de 2001 y tuvo un papel secundario recurrente en la producción cancelada de ABC de Philly de Steven Bochco desde septiembre de 2001 hasta mayo de 2002. En el otoño de 2002 fue visto como estrella invitada en Sin rastro de CBS. La primavera de 2004 trajo Infidelity, de Lifetime, junto a la ex coprotagonista de Filadelfia, Kim Delaney, y la tan esperada película para televisión de Disney-ABC,  A Wrinkle in Time, que lo presenta en el papel del Hombre de los ojos rojos. Tuvo un papel recurrente como Jake Kane en la temporada de primer año de 2004-2005 del programa Veronica Mars y fue estrella invitada en el final de la serie.
De 2005 a 2006, actuó con Geena Davis en Commander in Chief de ABC, interpretando a Rod Calloway, el esposo y 'primer caballero' de la presidenta Mackenzie Allen, la primera mujer presidente. En 2007, interpretó a Alan 'Skip' Matthews en el programa de corta duración Hidden Palms.
Secor tuvo un papel recurrente como Hanson North, un abogado defensor que tiene una historia romántica con el personaje de Laura Harris en Women's Murder Club de ABC, 2007-2008.
También actuó en Boston Legal como el Dr. Robert L. Brooks, quien estaba casado con Phoebe Prentice, una antigua novia de Alan Shore. Además, fue estrella invitada en Ghost Whisperer como Doug Bancroft. En agosto de 2010 hizo una aparición especial en The Closer como piloto de una aerolínea involucrado en el contrabando de drogas. Secor apareció en la serie de televisión Hawaii Five-0 en el quinto episodio de su primera temporada, "Nalowale", interpretan
o al embajador Michael Reeves. En 2016, interpretó al candidato presidencial, el ministro Edwidge Owens que se enfrenta contra la senadora Charlene "Charlie" Roan (Elizabeth Mitchell) en The Purge: Election Year. También tuvo un papel recurrente como Thomas Snow/Icicle en la quinta temporada 2018-19 de The Flash.
En 2021, Secor publicó un libro semiautobiográfico titulado DEATH of the ACTOR: Everything I Never Learned About Nothing, donde explora el concepto de no dualidad en lo que respecta a la actuación.

## Vida personal
Secor se casó con la actriz Kari Coleman el 28 de enero de 2002. Ellos tienen dos hijos.

## Filmografía

### Cine
| Año  | Título                   | Papel                        | Notas        |
| ---- | ------------------------ | ---------------------------- | ------------ |
| 1989 | Heart of Dixie           | Charles Payton 'Tuck' Tucker |              |
| 1991 | Sleeping with the Enemy  | John Fleishman               |              |
| 1991 | Delusion                 | Chevy Cox                    |              |
| 1991 | City Slickers            | Jeff                         |              |
| 1991 | El Doctor                | Alan Williams                |              |
| 1991 | Late for Dinner          | Leland Shakes                |              |
| 1993 | Deaf Heaven              | Matthew                      | Cortometraje |
| 1993 | Corazón indomable        | Howard                       |              |
| 1994 | Salto al peligro         | Swoop                        |              |
| 2000 | Terminaville             | Caleb Solar                  |              |
| 2000 | Beat                     | Dave Kammerer                |              |
| 2010 | The Letter               | Ken                          | Cortometraje |
| 2011 | Pirate and Doctor        | Doctor                       | Cortometraje |
| 2016 | The Purge: Election Year | Ministro Edwidge Owens       |              |
| 2020 | The Ball Method          | Dr. Hollmann                 | Cortometraje |
| 2020 | TAWN-19                  | DCI Stevens                  |              |

### Televisión
| Año       | Título                               | Papel                       | Notas                                                         |
| --------- | ------------------------------------ | --------------------------- | ------------------------------------------------------------- |
| 1986–1987 | Santa Barbara                        | Brian Bradford              | Serie de TV                                                   |
| 1987–1988 | St. Elsewhere                        | Brett Johnston              | 8 episodios                                                   |
| 1988      | Inherit the Wind                     | Bertram Cates               | Película de TV                                                |
| 1988      | Shootdown                            | John Moore                  | Película de TV                                                |
| 1989      | The Outside Woman                    | Jimmy Leonard               | Película de TV                                                |
| 1990      | Tales from the Crypt                 | Devlin Cates                | Episodio: "The Thing from the Grave"                          |
| 1992      | In the Line of Duty: Siege at Marion | Adam Swapp                  | Película de TV                                                |
| 1992      | Eerie, Indiana                       | Todd Ski (sin acreditar)    | Episodio: "No Brain, No Pain"                                 |
| 1992      | Middle Ages                          | Brian Conover               | Serie de TV                                                   |
| 1993      | Silent Victim                        | Jed Jackson                 | Película de TV                                                |
| 1993–1999 | Homicide: Life on the Street         | Det. Tim Bayliss            | 122 episodios                                                 |
| 1994      | Midnight Runaround                   | Dale Adder                  | Película de TV                                                |
| 1994      | NYPD Blue                            | Dr. Danny Schrager          | Episodio: "Zeppo Marks Brothers"                              |
| 1995      | Beauty's Revenge                     | Kevin Reese                 | Película de TV                                                |
| 1996      | Law & Order                          | Det. Tim Bayliss            | Episodio: "Charm City"                                        |
| 1996      | Her Desperate Choice                 | Jim Rossi                   | Película de TV                                                |
| 1998      | Mind Games                           | Doug Berrick                | Película de TV                                                |
| 1999      | Party of Five                        | Evan Stilman                | 8 episodios                                                   |
| 2000      | Homicide: The Movie                  | Det. Tim Bayliss            | Película de TV                                                |
| 2000      | City of Angels                       | Dr. Raleigh Stewart         | 11 episodios                                                  |
| 2001      | Bailey's Mistake                     | Lowell Lenox                | Película de TV                                                |
| 2001      | Crossing Jordan                      | Det. Collins                | Episodio: "Pilot"                                             |
| 2001–2002 | Philly                               | Daniel X. Cavanaugh         | 22 episodios                                                  |
| 2002      | Without a Trace                      | Duncan Muller               | Episodio: "He Saw, She Saw"                                   |
| 2003      | A Wrinkle in Time                    | The Man with Red Eyes       | Película de TV                                                |
| 2004      | CSI: Crime Scene Investigation       | Dr. Vincent Lurie           | Episodio: "Butterflied"                                       |
| 2004      | Infidelity                           | Jim Montet                  | Película de TV                                                |
| 2004–2007 | Veronica Mars                        | Jake Kane                   | 10 episodios                                                  |
| 2005–2006 | Commander in Chief                   | Rod Calloway                | 19 episodios                                                  |
| 2007      | Hidden Palms                         | Alan 'Skip' Matthews        | 4 episodios                                                   |
| 2007      | Women's Murder Club                  | Hanson North                | 5 episodios                                                   |
| 2008      | Boston Legal                         | Dr. Robert Brooks           | Episodio: "True Love"                                         |
| 2009      | Ghost Whisperer                      | Doug Bancroft               | Episodio: "Life on the Line"                                  |
| 2009      | Dark Blue                            | Agente del FBI Hollis       | Episodio: "Pilot"                                             |
| 2010      | White Collar                         | Dr. Wayne Powell            | Episodio: "Vital Signs"                                       |
| 2010      | The Deep End                         | Tom Lynch                   | Episodio: "To Have and to Hold"                               |
| 2010      | The Closer                           | Mark Wheeler                | Episodio: "Layover"                                           |
| 2010      | The Gates                            | Thomas Bates                | 4 episodios                                                   |
| 2010      | Outlaw                               | Warner Quinn                | Episodio: "In Re: Curtis Farwell"                             |
| 2010      | Hawaii Five-0                        | Embajador Michael Reeves    | Episodio: "Nalowale"                                          |
| 2010      | Mentes criminales                    | Don Sanderson               | Episodio: "25 to Life"                                        |
| 2010-2011 | Private Practice                     | Adam Wilder                 | Episodios: "Can't Find My Way Back Home" y "The Hardest Part" |
| 2013      | El mentalista                        | Peter DiBuono               | Episodio: "The Red Barn"                                      |
| 2013      | Castle                               | Anthony Freedman            | Episodio: "Watershed"                                         |
| 2014      | American Horror Story: Coven         | Bill                        | Episodio: "The Seven Wonders"                                 |
| 2014      | Resurrection                         | Brian Addison               | Recurring (Temporada 2)                                       |
| 2015      | Backstrom                            | Senador Tobias Percival II  | Episodio: "Dragon Slayer"                                     |
| 2015      | Aquarius                             | Leo Nankin                  | Episodio: "The Hunter Gets Captured by the Game"              |
| 2016      | Notorious                            | Dr. Govner                  | Episodio: "Chase"                                             |
| 2018–2019 | The Flash                            | Thomas Snow/Icicle          | 3 episodios                                                   |
| 2019      | Grey’s Anatomy                       | John Dickinson              | Papel recurrente (Temporada 15)                               |
| 2021      | 9-1-1: Lone Star                     | Alden Radford               | 3 episodios                                                   |
| 2021      | The Rookie                           | Agente especial Sam Taggart | Episodios: "Triple Duty" y "Life and Death"                   |